# روبرت بي. هويل
روبرت بي. هويل (بالإنجليزية: Robert B. Howell)‏ هو ضابط وسياسي أمريكي، ولد في 21 يناير 1864 في أدريان في الولايات المتحدة، وتوفي في 11 مارس 1933 في واشنطن العاصمة في الولايات المتحدة. حزبياً، نشط في الحزب الجمهوري. وقد انتخب عضو مجلس الشيوخ الأمريكي.